# 卡波尔纳什涅克
卡波尔纳什涅克，是匈牙利费耶尔州所辖的一个村。总面积41.50平方公里，总人口3525，人口密度84.9人/平方公里（2011年1月1日）。